# خسوس بونیا
خسوس بونیا (اسپانیایی: Jesús Bonilla‎؛ زادهٔ ۱ سپتامبر ۱۹۵۵) بازیگر اهل اسپانیا است.
از فیلم‌ها یا برنامه‌های تلویزیونی که وی در آن نقش داشته‌است، می‌توان به کیکا، تورنته ۴: بحران مرگبار، دختر رؤیاهای شما، روزگار خوش، مردن از خنده، ملکه اسپانیا و همه مردها مثل هم هستند اشاره کرد.